# حسام الدين السغناقي
حسام الدين حسين بن علي بن حجاج بن علي السغناقي فقيه وأصولي حنفي، وكان نحويًا جدليًا.

## اسمه ونشأته
اختلف المترجمون في اسمه منهم من قال: هو الحسن، ومنهم من قال: الحسين، والسغناقي أو الصغناقي، بابدال السين صادًا، وكلاهما صحيح، وقد نقل حاجي خليفة في كشف الظنون هذين الاسمين، فمرة يقول السغناقي ومرة يقول الصغناقي، نسبة إلى سغناق، قال عنها الزبيدي في تاج العروس: سغناق، بالضم قرية من أعمال بخارى منها الإمام حسام الدين علي ابن حجاج السغناقي الحنفي.
لم يذكر من ترجم للسغناقي تاريخ ولادته، ولم يفصلوا الحديث في نشأته، إلا أنهم قدروا أن ولادته كانت في بداية النصف الثاني من القرن السابع الهجري، بالنسبة إلى نشأته فقد ذكروا أنه نشأ نجيباً محباً للعلم والعلماء، إذ تفقه على حافظ الدين محمد بن محمد بن نصر البخاري، وقد لمح فيه شيخه هذا حسن النجابة والفطانة، وفوض إليه الفتوى وهو شاب، واختلفوا أيضاً في تاريخ وفاته فمنهم من ذكر أنها كانت عام 710 هـ، ومنهم من قال 711 هـ، ومنهم من قال: 714 هـ.

## شيوخه وتلاميذه
طلب العلم على الإمام حافظ الدين الكبير محمد بن محمد بن نصر البخاري (ت: 693 هـ)، وفخر الدين محمد بن محمد بن إلياس المايمرغي، وجلال الدين المعشر.أما تلاميذه فهم: قوام البر الدين محمد بن محمد بن أحمد الحُجَنْدي السنجاري الكاكي، السيد جلال الدين بن شمس الدين أحمد بن يوسف الخوارزمي الكرلاني. قاضي القضاة ناصر الدين محمد بن القاضي كمال الدين أبي حفص عمر بن العديم (ت: 752 هـ).

## كتبه
- الوافي: يقع الكتاب بعد التحقيق في خمسة أجزاء، الجزء الأول: فيه مقدمة الكتاب وأصول الشرع، الأصل الأول: الكتاب مع اقسام النظم والمعنى، والجزء الثاني: في الاستدلالات الفاسدة، وفيه: فصل في الأمر وفصل في النهي وفصل في سد الذرائع وفصل في العزيمة والرخصة. أما الجزء الثالث فاحتوى باب بيان أقسام السنة مع فصل في المعارضة، وفصل في البيان، وبيان التبديل وأفعال الرسول، واجتهاداته، ثم شرع من قبلنا، وقول الصحابي، والتابعي، ثم عدة أبواب الأول في الإجماع، والثاني في القياس والثالث في الاستحسان. الجزء الرابع ففيه فصل في الترجيح، وفي أنواع الثابت بالحجج، وفصل في الأحكام المشروعة وما يتعلق بها، الجزء الخامس في باب الحروف والمعاني، العطف والجر والشرط، ثم خاتمة الكتاب.
- الكافي.
- النهاية: شرح كتاب الهداية لبرهان الدين علي بن أبي بكر المرغيناني.
- الموصّل: شرح كتاب المفصل في النحو لأبي القاسم جار الله محمود بن عمر الزمخشري.
- النجاح التالي تلو المراح: وهو كتاب في علم الصرف.
- التسديد: مجلد ضخم، وهو شرح كتاب التمهيد لقواعد التوحيد في أصول الدين لأبي المعين ميمون بن محمد بن مكحول النسفي.
- شرح دامغة المبتدعين وناصرة المهتدين.
- شرح مختصر الطحاوي: ذكره في الطبقات السنية.
- كشف العوار لأهل البوار.